# Daňová kontrola
Daňová kontrola je dílčí procesní postup odehrávající se v rámci daňového řízení a jde o jeden z prostředků správce daně, kterým zjišťuje nebo prověřuje základ daně a ostatní okolnosti rozhodné pro správné stanovení, vyměření a vybrání daně od poplatníka nebo splnění daňových povinností plátce.

## Základní informace
Daňovou kontrolou pracovník správce daně zjišťuje nebo prověřuje daňový základ nebo jiné okolnosti rozhodné pro správné stanovení daně u daňového subjektu nebo na místě, kde je to vzhledem k účelu kontroly nejvhodnější. Daňová kontrola se provádí v rozsahu nezbytně nutném pro dosažení svého účelu. Daňová kontrola je zpravidla zahájena sepsáním protokolu o zahájení daňové kontroly a ukončena je sepsáním a podepsáním zprávy o daňové kontrole. Zpráva o daňové kontrole může být podkladem. pro případné vydání rozhodnutí v daňovém řízení, tj. platebního výměru nebo dodatečného platebního výměru. Daňová kontrola je tedy svou povahou procesem kontrolním, a nikoliv rozhodovacím. 
Daňová kontrola byla upravena v § 16 a § 31 odst. 4 zákona č. 337/1992 Sb., o správě daní a poplatků. Od 1. 1. 2011 je upravena daňovým řádem (zákon č. 280/2009 Sb., ustanovení § 85 až 88).
Daňová kontrola je postupem při správě daní, jehož výsledkem je zpráva z daňové kontroly, která nemá charakter rozhodnutí. Předmětem daňové kontroly jsou daňové povinnosti, tvrzení daňového subjektu nebo jiné okolnosti rozhodné pro správné zjištění a stanovení daně vztahující se k jednomu daňovému řízení. Daňová kontrola se provádí u daňového subjektu nebo na místě, kde je to vzhledem k účelu kontroly nejvhodnější. O zahájení, průběhu a ukončení daňové kontroly sepíše správce daně zprávu o daňové kontrole, která obsahuje výsledek kontrolního zjištění, včetně hodnocení důkazů zjištěných v průběhu daňové kontroly. Zprávu z daňové kontroly použije správce daně k odůvodnění platebního výměru. Odepření podpisu zprávy o daňové kontrole kontrolovaným daňovým subjektem bez dostatečného důvodu nemá vliv na použitelnost zprávy o daňové kontrole jako důkazního prostředku. O tomto musí být ve zprávě kontrolovaný daňový subjekt prokazatelně poučen. Okamžikem bezdůvodného odepření podpisu nastávají též účinky projednání, oznámení zprávy o daňové kontrole a ukončení kontroly.
Na žádost daňového subjektu stanoví správce daně přiměřenou lhůtu, ve které se může daňový subjekt vyjádřit k výsledku kontrolního zjištění a navrhnout jeho doplnění. Nedojde-li na základě tohoto vyjádření ke změně výsledku kontrolního zjištění, nelze již v rámci projednání zprávy o daňové kontrole navrhovat jeho další doplnění. Proti zprávě z daňové kontroly nelze uplatňovat opravné prostředky, protože nejde o samostatné řízení, ale o formalizovaný postup při správě daní. Opravné prostředky lze uplatnit, až proti platebnímu výměru, kterým je správcem daně po daňové kontrole doměřena daň.

## Povinnosti daňového subjektu, u něhož je prováděna kontrola
- sám nebo jím určeným pracovníkem poskytovat informace o vlastní organizační struktuře, o pracovní náplni jednotlivých útvarů, o oběhu a uložení účetních a jiných dokladů,
- zajistit vhodné místo a podmínky k provádění daňové kontroly,
- předložit na požádání záznamy, jejichž vedení bylo správcem daně uloženo, účetní a jiné doklady a účetní písemnosti, které prokazují hospodářské a účetní operace, jež jsou pro správné stanovení daňové povinnosti rozhodné anebo o které pracovník správce daně požádá, a podat k nim ústně nebo písemně požadovaná vysvětlení, má-li pracovník správce daně pochybnost o jejich úplnosti, správnosti nebo pravdivosti,
- nezatajovat doklady, které má daňový subjekt k dispozici nebo o nichž je mu známo, kde se nacházejí,
- předložit důkazní prostředky prokazující jeho tvrzení v průběhu kontroly,
- umožnit vstup do každé provozní budovy, místnosti, místa i obydlí a dopravních prostředků, které daňový subjekt užívá buď též k podnikání, nebo souvisí s předmětem daně, dále do přepravních obalů a umožnit jednání s jakýmkoliv svým pracovníkem,
- zapůjčit potřebné doklady a jiné věci mimo prostor kontrolovaného subjektu.

## Oprávnění daňového subjektu, u něhož je prováděna kontrola
- požadovat předložení služebního průkazu pracovníkem správce daně,
- být přítomen jednání s jeho pracovníky,
- předkládat v průběhu daňové kontroly důkazní prostředky, případně navrhovat předložení důkazních prostředků, které on sám nemá k dispozici,
- podávat námitky proti postupu pracovníka správce daně,
- klást svědkům a znalcům otázky při ústním jednání a místním šetření,
- vyjádřit se před ukončením daňové kontroly k výsledku uvedenému ve zprávě, ke způsobu jeho zjištění, případně navrhnout jeho doplnění,
- nahlížet u správce daně kdykoliv v jeho obvyklou úřední dobu do převzatých dokladů.

## Nezákonná daňová kontrola
Nejsou-li splněny zákonné podmínky pro zahájení a provádění daňové kontroly, má takováto kontrola  povahu 	nezákonného zásahu, proti kterému je možno podat námitky, a pokud jim správce daně nevyhoví, je možno dále podat žalobu podle § 82 a násl. soudního řádu správního.
Daňovou kontrolu, která se týká skutečností, které již byly v souladu s vymezeným rozsahem kontrolovány, je možné opakovat pouze tehdy, pokud; 
a) správce daně zjistí nové skutečnosti nebo důkazy, které nemohly být bez zavinění správce daně uplatněny v původní daňové kontrole a které zakládají pochybnosti o správnosti, průkaznosti nebo úplnosti dosud stanovené daně nebo tvrzení daňového subjektu; takto lze daňovou kontrolu opakovat pouze v rozsahu, který odpovídá nově zjištěným skutečnostem nebo důkazům, nebo 
b) daňový subjekt učiní úkon, kterým mění svá dosavadní tvrzení; takto lze daňovou kontrolu opakovat pouze v rozsahu, který odpovídá změně dosavadního tvrzení daňového subjektu.
Správce daně seznámí daňový subjekt s důvody pro opakování daňové kontroly při jejím zahájení.